# Ácido nucleico

Representação 3D do ADN.

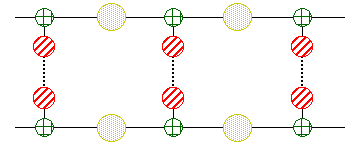
Diagrama muito simplificado de um ácido nucleico duplamente trançado. Os círculos amarelos representam fosfatos, os verdes pentoses e os vermelhos bases nitrogenadas. As linhas sólidas representam ligações covalentes e as pontilhadas ligações de hidrogênio.

Os ácidos nucleicos são moléculas de um grande tamanho (macromoléculas), formadas por unidades monoméricas menores conhecidas como nucleótidos. Cada nucleotídeo, por sua vez, é formado por três partes:
- um açúcar do grupo das pentoses (monossacarídeos com cinco átomos de carbono);
- um radical “fosfato”, derivado da molécula do ácido ortofosfórico (H3PO4);
- uma base orgânica nitrogenada.

Os ácidos nucleicos são as biomoléculas mais importantes do controle celular, pois contêm a informação genética. Ocorrem em todas as células vivas e são responsáveis pelo armazenamento e transmissão da informação genética, por sua tradução, que é expressa pela síntese precisa das proteínas.
Existem dois tipos de ácidos nucleicos: ácido desoxirribonucleico - DNA - e ácido ribonucleico - RNA.
Utilizando técnicas apropriadas, foi possível isolar os ácidos nucleicos e identificar os seus constituintes.
Nos ácidos nucleicos é possível identificar-se três constituintes fundamentais:
- Ácido fosfórico - confere aos ácidos nucleicos as suas características ácidas. Faz as ligações entre nucleotídeos de uma mesma cadeia. Está presente no DNA e no RNA.
- Pentoses - como o próprio nome descreve, é um açúcar formado por cinco carbonos. Ocorrem dois tipos: a desoxirribose e a ribose.
- Base nitrogenada - há cinco bases azotadas diferentes, divididas em dois grupos:[1]
  - Bases de anel duplo (purinas) - adenina (A) e guanina (G);
  - Bases de anel simples (pirimidinas) - timina (T), citosina (C) e uracilo (U).

## DNA
O DNA é a molécula que armazena informações genéticas. É formado por três tipos de nucleotídeos e quatro tipos de bases nitrogenadas (adenina, timina, guanina e citosina) que irão formar moléculas de DNA distintas, conforme a sequência e a quantidade desses nucleotídeos. No DNA, há informações gênicas que coordenam o desenvolvimento e funcionamento dos seres vivos.
Alguns vírus passam suas características hereditárias por meio dessa molécula, que tem o principal papel de armazenar as informações.
Para o DNA possuir o formato de dupla hélice, os nucleotídeos formam pares de bases nitrogenadas e se unem através de pontes de hidrogênio, atrações frágeis que se formam apenas quando um hidrogênio está ligado a um átomo eletronegativo e se aproxima de outro átomo negativo, porém existem regras para essa formação em pares: a adenina só poderá se parear com a timina e vice-versa, já a guanina se pairará com a citosina e vice-versa. Portanto, a quantidade de adenina no DNA é a mesma da timina, e a quantidade de guanina será a mesma da citosina, sendo esta lógica denominada de relação Chargaff. As bases nitrogenadas possuem classificação em bases purinas (adenina e guanina) e bases pirimidinas (timina e citosina).
A duplicação do DNA é necessária devido à divisão celular, sendo denominada duplicação semiconservativa, pois ao ocorrer a separação das suas fitas de pela enzima helicase, cada uma delas irá servir de molde para a construção de uma nova, o que faz a nova fita conservar uma parte do DNA antigo, portanto as duas novas moléculas de DNA terá, em sua constituição, uma parte do antigo.

## Desnaturação do DNA
Em extremos de pH ou quando aquecidos, o DNA nativo sofre desenrolamento reversível e separação (fusão) das fitas. Isso ocorre devido ao fato de os pares de bases G ≡ C serem mais estáveis que os pares A = T, pois possuem ponto de fusão maior. Fitas simples de DNA desnaturado de duas espécies podem formar um dúplex híbrido e o grau de hibridização depende da extensão da homologia de sequência. A hibridização é fundamental para importantes técnicas usadas para estudar e isolar genes específicos e RNA.

## RNA
O RNA está envolvido no processo de fabricação de proteína. É formado por nucleotídeos compostos de um fosfato, uma ribose e uma base nitrogenada, que podem ser uracila, adenina, guanina ou citosina. Possui formato de uma fita hélice e se diferencia em RNA mensageiro, RNA transportador e RNA ribossomal em procariotos, porém em eucariotos há a presença de todos os contidos nos procariotos, com adição de dois RNAs, o snRNA (small nuclear RNA) e o  microRNA.

## História
Em 1869, Friedrich Miescher, trabalhando em Tübingen, sul da Alemanha, iniciou experiências que, aparentemente, eram de pouca importância. Seu trabalho consistia no exame de células do pus humano. O pesquisador retirava o material para estudo a partir de curativos utilizados em secreções purulentas.
Durante suas observações, verificou que todas as células vivas, inclusive as de pus, continham um glóbulo central mais escuro que o restante, denominado núcleo celular. Já se sabia que, nas células do pus, o núcleo representava uma grande parte do organismo celular. Miescher acabou por concluir que, daquele material, era possível se obter, quase que na sua totalidade, um grande número de núcleos celulares isolados.
O processo utilizado pelo pesquisador era fazer o produto retirado das células ser assimilado por uma enzima digestiva chamada de pepsina. Em seguida, através de centrifugações e outros processos de separação e filtragem, observou o aparecimento de uma substância química até então desconhecida e rica em fósforo. Inicialmente esta substância foi chamada de nucleína. Ao submetê-la à verificação do PH, descobriu que esta substância era bastante ácida. Em função desta descoberta, Miescher mudou o nome do produto para “Ácido Nucleico”.